# WDS J22121+2904
WDS J22121+2904 — система из двух звёзд в созвездии Пегаса, удалённая от Солнечной системы на 216 световых лет. Гравитационную связность между компонентами A и B удалось подтвердить в 2024 году на основе анализа их параллаксов и собственных движений, измеренных спутником Gaia. Расстояние между ними составляет 14,99 секунд угловой дуги или 995 а. е.
В 2016 году методом измерения радиальных скоростей с помощью спектрографа SOPHIE была обнаружена гигантская экзопланета. Она вращается вокруг компонента А, который представляет собой жёлтый карлик с нехарактерно низкой металличностью для звезд с подобными планетами.
232-дневный орбитальный период планеты чётко прослеживался из наблюдений без сколько-нибудь выраженных изменений в течение семи лет. Рассматривалась модель, согласно которой сигнал можно объяснить наличием в системе двух планет, обращающихся вокруг звезды в резонансе 2:1 (периоды ~232 и ~117 суток). Однако расчёты показывают, что модель с одной эксцентричной планетой гораздо более вероятна, поэтому авторы сочли именно её основным объяснением наблюдаемых данных.
| Планета | Масса (MJ) | Радиус (RJ) | Период обращения (дней) | Большая полуось орбиты (а. е.) | Эксцентриситет орбиты |
| ------- | ---------- | ----------- | ----------------------- | ------------------------------ | --------------------- |
| b       | 2,68       |             | 232,08                  | 0,706                          | 0,163                 |

Планета получает в среднем в 1,5 раза больше солнечного облучения от своей звезды по сравнению с Землёй, что помещает её орбиту вблизи зоны обитаемости. Если бы у такой планеты были крупные спутники, теоретически они могли бы находиться в условиях, допускающих существование жидкой воды (при других благоприятных факторах). Однако обнаружить подобные спутники методами, доступными науке на начало 2020-х годов, возможным не представляется.